# Vị Thanh
Vị Thanh es una ciudad vietnamita. Es la capital de la provincia Hậu Giang, el delta del Mekong, Vietnam. Abarca una superficie de unos 118 km²; y su población es de 96,000 habitantes (2010). La ciudad está a 47 km al suroeste de Can Tho, a unos 220 kilómetros al sur de Ciudad Ho Chi Minh. La ciudad se convirtió en la capital de la provincia en 2003.
- Datos: Q36114
- Multimedia: Vi Thanh / Q36114